# Geier (Familienname)
Geier ist ein deutscher Familienname.

## Namensträger

### Familienname
- Andrea Geier (* 1972), deutsche Germanistin, Literaturwissenschaftlerin und Hochschullehrerin
- Bernhard Geier (1926–2009), deutscher Offizier (VP/NVA)
- Bruno Geier (Mineraloge) (1902–1987), deutscher Mineraloge und Bergbauingenieur
- Bruno Geier (Mediziner) (* 1967), deutscher Gefäßchirurg und Hochschullehrer
- Chester S. Geier (1921–1990), US-amerikanischer Science-Fiction-Autor
- Conrad F. Geier (* 1958), deutscher Schauspieler
- Egbert Geier (* 1965), deutscher Kommunalpolitiker der SPD
- Egon Geier (1904–1976), österreichischer Schriftsteller und Lyriker
- Erna-Maria Geier (1923–1994), deutsche Politikerin (CDU)
- Friedrich-Wilhelm Geier (1903–1965), deutscher Richter, Vizepräsident am Bundesgerichtshof
- Gerhard Geier (1932–2008), deutscher Kabarett-Autor
- Gerhard Geier (Chemiker) (1935–1993), Schweizer Chemiker und Hochschullehrer
- Hanns Geier (1902–1986), deutscher Automobilrennfahrer
- Hans Geier (* 1933), US-amerikanischer Ski- und Wintersportindustrieller österreichischer Herkunft
- Harald Geier (* 1972), österreichischer Boxer
- Heinrich Claudius Geier (1834–1896), Landtagsabgeordneter Großherzogtum Hessen
- Helmut Geier (* 1944), österreichischer Manager
- Helmut Josef Geier (* 1962), deutscher Techno-DJ und Produzent, siehe DJ Hell
- Herbert Geier (1923–1990), deutscher Siebdrucker
- Jens Geier (* 1961), deutscher Politiker
- Johann Daniel Geier (1660–1735), deutscher Arzt und Naturwissenschaftler
- John G. Geier (1934–2009), US-amerikanischer Unternehmer und Psychologe
- Jürgen Geier (* 1940), deutscher Offizier
- Karl Theodor Geier (1932–2020), deutscher Musiker
- Kurt Geier (1879–1950), deutscher Jurist, Verwaltungsbeamter und Politiker (NLP, DNVP, DVP)
- Luzian Geier (* 1948), deutscher Journalist, Chefredakteur, Heimatforscher und Lehrer
- Manfred Geier (* 1943), deutscher Germanist und Publizist
- Manuel Geier (* 1988), österreichischer Eishockeyspieler
- Martin Geier (1614–1680), deutscher lutherischer Theologe
- Michael Geier (* 1944), deutscher Diplomat
- Monika Geier (* 1970), deutsche Kriminalschriftstellerin
- Oscar Geier (Bobfahrer) (1882–1942), Schweizer Bobfahrer
- Oscar Geier (Komponist) (1889–1952), deutscher Musiker und Komponist
- Peter Geier (Politiker), Vorsitzender des Bezirksverbands Suhl der LDPD (1981–1989)
- Peter Christoph Geier (vor 1682–1714), deutscher Glocken- und Ratsgießer in Lübeck
- Peter Philipp Geier (1792–1847), deutscher Volkswirt und Hochschullehrer
- Peter W. Geier (1921–2013), Schweizer Entomologe
- Richard Geier (* 1961), deutscher römisch-katholischer Priester, Leiter der Abteilung "Pastorale Dienste" der Diözese Eisenstadt
- Stefan Geier (* 1988), österreichischer Eishockeyspieler
- Susanne Geier (* 1972), deutsche Synchronsprecherin
- Swetlana Geier (1923–2010), russisch-deutsche Übersetzerin
- Thomas Geier (* 1968), deutscher Erziehungswissenschaftler, Musiker und DJ
- Werner Geier (1962–2007), österreichischer Radiojournalist, Labelbetreiber und Produzent
- Winfried Geier (* 1960), deutscher Fußballspieler
- Wolfgang Geier (Historiker) (1937–2023), deutscher Historiker
- Wolfgang Geier (Drehbuchautor), deutscher Drehbuchautor
- Wolfgang Geier (Kriminalbeamter) (* 1955), deutscher Kriminalbeamter
- Wolfgang Geier (Journalist) (* 1966), österreichischer Fernseh- und Radio-Journalist

### Künstlername
- Geier, deutscher Comiczeichner und Illustrator, siehe Jürgen Speh